# Todd Cantwell
Todd Owen Cantwell (Dereham, 27 februari 1998) is een Engels voetballer die doorgaans als middenvelder speelt. Hij stroomde in 2018 door vanuit de jeugd van Norwich City. Cantwell staat sinds augustus 2024 onder contract bij Blackburn Rovers FC.

## Carrière
Cantwell speelde in de jeugd van Norwich City, waar hij in het seizoen 2016/17 met het onder-23-team in de Football League Trophy speelde. In het seizoen 2017/18 sloot hij aan bij de eerste selectie, waar hij debuteerde op 17 januari 2018. Dit was in de bekerwedstrijd tegen Chelsea die in 1-1 eindigde en door Norwich werd verloren na strafschoppen. Cantwell kwam in de 86e minuut in het veld voor Grant Hanley. Later in januari werd Cantwell tot het einde van het seizoen verhuurd aan Fortuna Sittard. Hier was hij onder andere verantwoordelijk voor de assist van het enige doelpunt in de allesbeslissende wedstrijd tegen Jong PSV, die zorgde voor promotie naar de Eredivisie. 
Na zijn terugkeer bij Norwich werd hij een vaste basisspeler in het team dat in 2019 kampioen werd van de Championship en daarmee naar de Premier League promoveerde. Ook in de Premier League was Cantwell een vaste waarde. In zijn eerste maanden in deze competitie scoorde hij tegen onder andere Chelsea, Manchester City en Arsenal. Norwich werd desondanks laatste en degradeerde weer naar de Championship. In het seizoen erna, 2020/21, werd Norwich weer kampioen van de Championship, om het seizoen erna weer laatste te eindigen in de Championship en zodoende te degraderen. Cantwell raakte in de loop van dat seizoen zijn basisplaats kwijt. In de winterstop van het seizoen 2021/22 werd hij daarom verhuurd aan AFC Bournemouth. Met deze club werd hij tweede in de Championship en promoveerde hij weer naar de Premier League. Na het einde van zijn verhuurperiode speelde hij nog een half jaar voor Norwich. In de winterstop van het seizoen 2022/23 vertrok hij naar het Schotse Rangers FC.
Cantwell maakte op 30 augustus 2024 zijn overstap naar Blackburn Rovers FC.

## Clubstatistieken
| Seizoen                     | Club                        | Land                        | Competitie                  | Competitie | Competitie | Beker | Beker | Overig | Overig | Totaal | Totaal |
| Seizoen                     | Club                        | Land                        | Competitie                  | Wed.       | Dlp.       | Wed.  | Dlp.  | Wed.   | Dlp.   | Wed.   | Dlp.   |
| --------------------------- | --------------------------- | --------------------------- | --------------------------- | ---------- | ---------- | ----- | ----- | ------ | ------ | ------ | ------ |
| 2017/18                     | Norwich City FC             | Engeland                    | Championship                | 0          | 0          | 1     | 0     | 0      | 0      | 1      | 0      |
| Clubtotaal (eerste periode) | Clubtotaal (eerste periode) | Clubtotaal (eerste periode) | Clubtotaal (eerste periode) | 0          | 0          | 1     | 0     | 0      | 0      | 1      | 0      |
| 2017/18                     | → Fortuna Sittard           | Nederland                   | Eerste divisie              | 10         | 2          | 0     | 0     | 0      | 0      | 10     | 2      |
| Clubtotaal                  | Clubtotaal                  | Clubtotaal                  | Clubtotaal                  | 10         | 2          | 0     | 0     | 0      | 0      | 10     | 2      |
| 2018/19                     | Norwich City FC             | Engeland                    | Championship                | 24         | 1          | 1     | 0     | 2      | 0      | 27     | 1      |
| 2019/20                     | Norwich City FC             | Engeland                    | Premier League              | 37         | 6          | 3     | 1     | 0      | 0      | 40     | 7      |
| 2020/21                     | Norwich City FC             | Engeland                    | Championship                | 33         | 6          | 1     | 0     | 0      | 0      | 34     | 6      |
| 2021/22                     | Norwich City FC             | Engeland                    | Premier League              | 8          | 0          | 0     | 0     | 0      | 0      | 8      | 0      |
| Clubtotaal (tweede periode) | Clubtotaal (tweede periode) | Clubtotaal (tweede periode) | Clubtotaal (tweede periode) | 102        | 13         | 5     | 1     | 2      | 0      | 109    | 14     |
| 2021/22                     | → AFC Bournemouth           | Engeland                    | Championship                | 11         | 0          | 1     | 0     | 0      | 0      | 12     | 0      |
| Clubtotaal                  | Clubtotaal                  | Clubtotaal                  | Clubtotaal                  | 11         | 0          | 1     | 0     | 0      | 0      | 12     | 0      |
| 2022/23                     | Norwich City FC             | Engeland                    | Championship                | 18         | 0          | 0     | 0     | 1      | 0      | 19     | 0      |
| Clubtotaal (derde periode)  | Clubtotaal (derde periode)  | Clubtotaal (derde periode)  | Clubtotaal (derde periode)  | 18         | 0          | 0     | 0     | 1      | 0      | 19     | 0      |
| Clubtotaal                  | Clubtotaal                  | Clubtotaal                  | Clubtotaal                  | 120        | 13         | 5     | 1     | 3      | 0      | 128    | 14     |
| 2022/23                     | Rangers FC                  | Schotland                   | Premiership                 | 16         | 6          | 3     | 0     | 1      | 0      | 20     | 6      |
| Clubtotaal                  | Clubtotaal                  | Clubtotaal                  | Clubtotaal                  | 16         | 6          | 3     | 0     | 1      | 0      | 20     | 6      |
| Carrièretotaal              | Carrièretotaal              | Carrièretotaal              | Carrièretotaal              | 157        | 21         | 9     | 1     | 4      | 0      | 170    | 22     |
| Bijgewerkt op 19 juni 2023  |                             |                             |                             |            |            |       |       |        |        |        |        |

## Erelijst
| Competitie              | Aantal       | Jaren            |
| Norwich City            | Norwich City | Norwich City     |
| ----------------------- | ------------ | ---------------- |
| Kampioen Championship   | 2x           | 2018/19, 2020/21 |
| Fortuna Sittard         |              |                  |
| Promotie Eredivisie     | 1x           | 2017/18          |
| AFC Bournemouth         |              |                  |
| Promotie Premier League | 1x           | 2021/22          |